# Новоолександропіль
Новоолександро́піль — село в Україні, у Славгородській селищній територіальній громаді Синельниківського району Дніпропетровської області.  Населення за переписом 2001 року становить 63 особи. 

## Історія
7 (20) листопада 1917 року, відповідно до Третього Універсалу Української Центральної Ради, увійшло до складу Української Народної Республіки.
До 2017 року орган місцевого самоврядування - Славгородська селищна рада.
12 червня 2020 року, відповідно до розпорядження Кабінету Міністрів України № 709-р від «Про визначення адміністративних центрів та затвердження територій територіальних громад Дніпропетровської області», увійшло до складу Славгородської селищної громади.
19 липня 2020 року, в результаті адміністративно-територіальної реформи та ліквідації   Синельниківського (1923—2020)району, село увійшло до складу новоутвореного Синельниківського району.

## Географія
Село Новоолександропіль знаходиться на відстані 2 км від села Третяківка. Поруч проходить залізниця, станція Славгород-Південний за 5 км

## Інтернет-посилання
- Погода в селі Новоолександропіль [Архівовано 21 грудня 2011 у Wayback Machine.]